# Cipher Complex
Cipher Complex est un jeu vidéo d'action furtif annulé qui a été développé pour les systèmes Microsoft Windows, PlayStation 3 et Xbox 360 par Edge of Reality. Le jeu a été annoncé pour la première fois en juin 2006, date à laquelle il aurait déjà été en production et autofinancé depuis deux ans. Le titre a ensuite été signé avec Sega en 2007, mais en juillet 2009, il a été révélé que le jeu avait été annulé par l'éditeur plus tôt cette année-là après plus d'une demi-décennie de travail, comme indiqué sur le profil LinkedIn d'un ancien producteur au studio. De plus amples détails concernant l'annulation et le sort du jeu dans leur intégralité restent flous à ce jour, car aucune annonce officielle par rapport à son statut n'a été faite par Sega ou Edge of Reality. Cependant, un enregistrement de marque fédéral américaine a été déposée le 11 septembre 2009, qui, depuis le 19 octobre 2011, s'est vu accorder une troisième prolongation. Tout en ne confirmant rien d'autre, cela indique qu'Edge of Reality a conservé les droits de propriété intellectuelle sur le jeu.
Bien que l'on ait largement cru que le jeu avait été annulé par Sega, le game designer Phil Fogerite (qui a travaillé comme level designer sur le projet de mars 2008 à avril 2009) a surtout déclaré en 2011 qu'Edge of Reality lui-même avait en fait décidé de mettre le jeu en attente indéfinie.

## Système de jeu
Edge of Reality espérait "révolutionner" le genre de l'action furtive. Le personnage principal effectue diverses actions avec rapidité, précision, force et furtivité pour neutraliser les ennemis.
En juin 2010, des images de gameplay d'un niveau de Cipher Complex ont été divulguées en ligne via Dailymotion, représentant le personnage du joueur (Cipher) s'infiltrant dans une aciérie en Chine, sous l'ordre d'extraire un général retenu en otage. De plus, de courts extraits de gameplay peuvent être visionnés sur la page d'accueil officielle d'Edge of Reality,. Une "capture d'écran en jeu" du niveau de l'aciérie, ainsi que des illustrations conceptuelles, des textures et des logos du jeu ont également été publiés sur Picasa par l'artiste principal de l'environnement, qui a depuis précisé qu'il s'agissait d'un niveau de démonstration,. Une partie d'une première cinématique ainsi que certaines animations de personnages ont de nouveau été publiées via Dailymotion en mars 2011. Le gameplay d'une démo inédite et d'un environnement de test a été publié par la chaîne Hard4Games sur YouTube en avril 2018.

## Scénario
Le scénario officiel, tel que cité dans le communiqué de presse original du jeu, est le suivant :
Des satellites de surveillance américains détectent une activité à bord de la station désaffectée, de Défense Antimissile Soviétique Bargration 4, au large de la côte est de la Sibérie. Lorsque les Russes refusent aux États-Unis l'accès à l'installation, les stratèges du ministère de la Défense suggèrent qu'une petite mission de reconnaissance vraisemblablement démentie soit envoyée pour enquêter. La Defense Threat Reduction Agency reçoit le feu vert pour l'opération BLACKOUT, l'infiltration d'un opérateur expert sur les ADM et les installations de lancement russes. Lieutenant-colonel John Sullivan, indicatif : Cipher est largué par voie aérienne, et ce qui était censé être principalement une mission de reconnaissance devient une course contre une menace terroriste, une course avec des implications qui ébranleront les fondements de la démocratie et des libertés américaines.
On ne sait pas dans quelle mesure l'intrigue du jeu a changé au cours du développement. En tant que tel, le synopsis décrit ci-dessus peut ne pas être indicatif de l'intrigue finale destinée au jeu.